# La Nuit d'Epstein
Pour les articles homonymes, voir Epstein.
Pour plus de détails, voir Fiche technique et Distribution.
La Nuit d'Epstein est un film germano-suisse-autrichien de Urs Egger, sorti sur les écrans en 2002.

## Synopsis
Noël 80, à la messe de minuit, trois Juifs rescapés d'un camp de la mort pensent reconnaître en un prêtre catholique l'ancien officier SS (Günter Lamprecht) qui avait violé et fait éliminer la jeune femme (Annie Girardot) dont l'un d'eux (Bruno Ganz) était amoureux.
Son ami (Mario Adorf) tue dans l'église le SS qui avait pris l'identité d'un prêtre dans le camp.

## Fiche technique
- Titre : La Nuit d'Epstein
- Titre original : Epsteins Nacht
- Réalisation : Urs Egger
- Scénario : Jens Urban
- Musique : Christoph Gracian Schubert
- Photographie : Lukas Strebel
- Montage : Hans Funck
- Société de production : Constantin Film, Dschoint Ventschr Filmproduktion, Filmhaus Films et MTM Medien & Television
- Pays :  Allemagne,  Autriche et  Suisse
- Genre : Drame
- Durée : 82 minutes
- Dates de sortie : 
  -  Allemagne : 7 novembre 2002

## Distribution
- Mario Adorf : Jochen Epstein
- Bruno Ganz : Adam Rose
- Annie Girardot : Hannah Liebermann
- Günter Lamprecht
- Otto Tausig
- Nina Hoss (VF : Laurence Breheret) : Paula
- Josephina Vilsmaier
- Elyas M'Barek : Jochen Epstein à 19 ans